# 2. ŽNL Požeško-slavonska
2. ŽNL Požeško-slavonska je 7. stupanj nogometnih natjecanja u Hrvatskoj. U ovoj ligi prvoplasirani klub prelazi u viši rang 1. ŽNL Požeško-slavonsku, dok je posljednji ispadao u 3. ŽNL Požeško-slavonsku. Klubovi koji nastupaju u ovoj ligi su s područja Požeško-slavonske županije.

## Dosadašnji pobjednici
| Sezona           | Rang | Prvak                | Mjesto           |
| ---------------- | ---- | -------------------- | ---------------- |
| 2022./23.        | 6.   | Hrvatski dragovoljac | Brodski Drenovac |
| 2021./22.        | 6.   | Parasan              | Golobrdci        |
| 2020./21.        | 6.   | Slaven               | Gradac           |
| 2019./20. ↓19/20 | 6.   | Graševina            | Vetovo           |
| 2018./19.        | 6.   | Dobrovac             | Dobrovac         |
| 2017./18.        | 6.   | Sulkovci             | Sulkovci         |
| 2016./17.        | 6.   | Mladost              | Pavlovci         |
| 2015./16.        | 6.   | Lipik 1925           | Lipik            |
| 2014./15.        | 6.   | Jakšić               | Jakšić           |
| 2013./14.        | 5.   | Lipa                 | Stara Lipa       |
| 2012./13.        | 5.   | Kutjevo              | Kutjevo          |
| 2011./12.        | 5.   | Sloga                | Trenkovo         |
| 2010./11.        | 6.   | Mladost              | Pavlovci         |
| 2009./10.        | 6.   | Papuk                | Velika           |
| 2008./09.        | 6.   | Jakšić               | Jakšić           |
| 2007./08.        | 6.   | Graničar             | Zagrađe          |
| 2006./07.        | 6.   | Hrvatski dragovoljac | Brodski Drenovac |
| 2005./06.        | 5.   | Požega               | Požega           |
| 2004./05.        | 5.   | Sloga                | Trenkovo         |
| 2003./04.        | 5.   | Omladinac            | Čaglin           |
| 2002./03.        | 5.   | Graničar             | Zagrađe          |
| 2001./02.        | 5.   | Eminovci             | Eminovci         |
| 2000./01.        | 5.   | Sulkovci             | Sulkovci         |
| 1999./2000.      | 5.   | Croatia              | Mihaljevci       |

 Kategorija:2. ŽNL Požeško-slavonska 

Kategorija:Sezone petog ranga HNL-a 

Kategorija:Sezone šestog ranga HNL-a 

Napomene: 

- ↑19/20  Sezona 2019./20. je prekinuta radi pandemije COVID-19, te je liga zaključena sa stanjem u trenutku prekid

## Poveznice
- Nogometni savez Požeško-slavonske županije
- 1. ŽNL Požeško-slavonska
- 3. ŽNL Požeško-slavonska
- Kup Nogometnog saveza Požeško-slavonske županije
- Druga županijska nogometna liga
- Požeški športski savez  Arhivirana inačica izvorne stranice od 1. kolovoza 2017. (Wayback Machine)
- Požeška kronika
- 034 portal
- sportalo.hr